# Radiofabrik
Radiofabrik è una community radio non-commerciale di Salisburgo, nell'Austria occidentale. La programmazione è creata da 280 volontari.
Le frequenze della radio sono 107,5 MHz e 97,3 MHz, ma la si può anche ascoltare in streaming sul sito dell'emittente.

## Storia
Radiofabrik andò in onda per la prima volta dopo la caduta del monopolio della radio austriaca nel 1998. Dopo Radio Helsinki di Graz, che era già andata in onda nel 1995, Radiofabrik fu la seconda radio libera austriaca ad andare on air. All'epoca aveva 5 ore settimanali di programmazione sulle frequenze di una radio commerciale, radio Arabella.
Nel gruppo fondatore di Radiofabrik c'erano alcune persone - tra le quali il futuro direttore amministrativo Wolfgang Hirner - che erano già andate in onda nel 1992 sulla radio pirata "Radio Bongo 500".

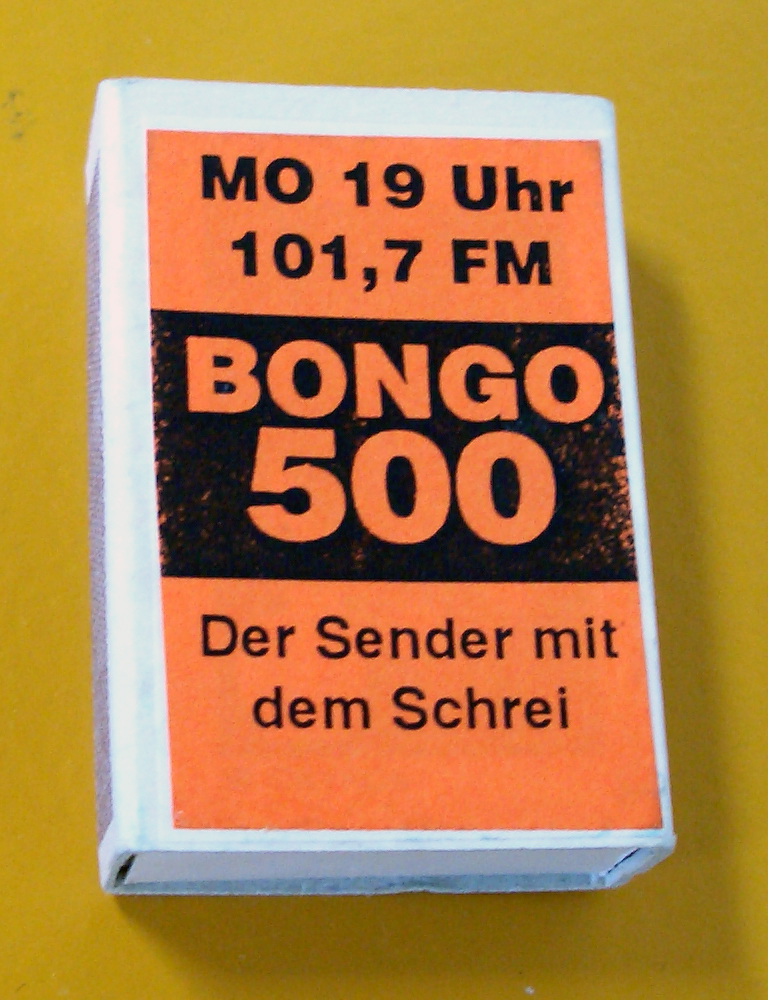
Scatola di fiammiferi con pubblicità per "Radio Bongo 500"

Nel 1998 fu fondata l'associazione della radio, Verein Freier Rundfunk Salzburg, nello stesso anno Radiofabrik traslocò ed ebbe per la prima volta uno studio ricavato in un container. Nel 2002 Radiofabrik aveva una programmazione giornaliera e dal 2004 ottenne una frequenza tutta sua, con una programmazione 24 ore su 24, sulla frequenza 107.5 MHz.

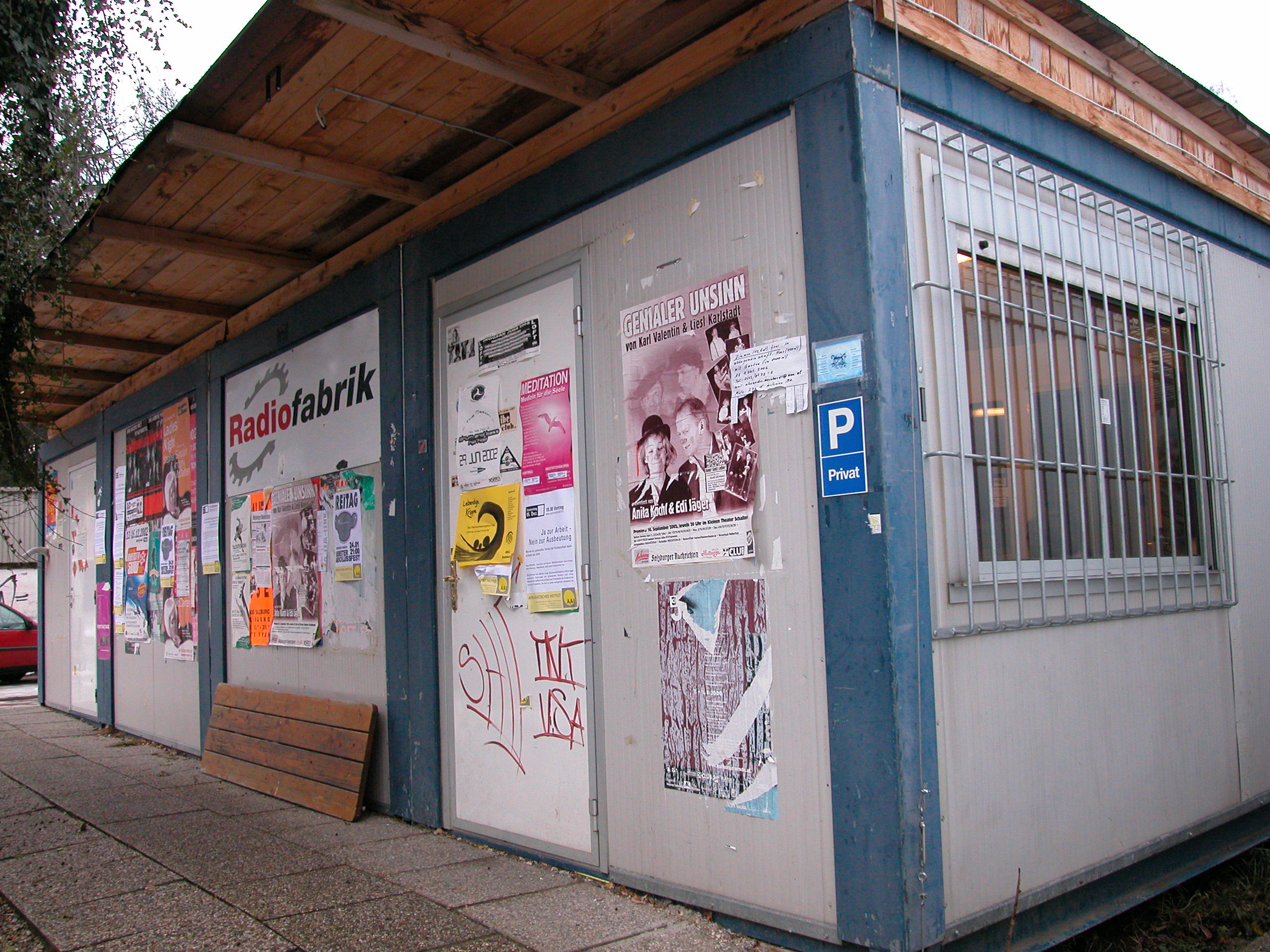
Ex-Studio di Radiofabrik

Nel 2005 Radiofabrik trasferì lo studio nell'edificio dell'ARGEKultur (centro culturale autonomo).
Oggi trasmette ininterrottamente e irradia il segnale nella regione di Salisburgo in un raggio di circa 30 km dalla città. Radiofabrik ha anche una stazione via cavo che trasmette sui 98,6 MHz. Nell'aprile 2011 KommAustria ha prolungato di 10 anni la licenza dell'emittente radiofonica.
Dal marzo 2008 il direttore amministrativo è il mediamanger e artista Alf Altendorf.
La stazione è membro della Verband Freier Radios Österreich, dell'organizzazione Salzburger Kulturstätten, dell'IG Kultur Austria e dell'organizzazione COMMIT.
Collabora con BBC World Service. 
È anche partner della rivista statunitense Democracy Now.

## Tecnica
Nel 2005 Herman Huber, l'IT manager della radio, creò YARM (Yet Another Radio Manager) un'automazione (broadcast automation) nel quadro di Ars Electronica. Molte radio libere austriache hanno introdotto lo YARM per il loro funzionamento.